# Matchbox (filme)
Matchbox é um futuro filme de comédia, ação e aventura norte-americano dirigido por Sam Hargrave e escrito por David Coggeshall e Jonathan Tropper, baseado na marca de brinquedos de mesmo nome. Será estrelado por John Cena, Jessica Biel, Sam Richardson, Arturo Castro, Teyonah Parris, Randeep Hooda e Danai Gurira.
O filme está previsto para ser lançado em 2026.

## Elenco
- John Cena
- Jéssica Biel
- Sam Richardson
- Arturo Castro
- Teyonah Parris
- Randeep Hooda
- Danai Gurira

## Produção
Em maio de 2024, a Skydance Media e a Mattel Films começaram a desenvolver um filme live-action baseado na marca de brinquedos Matchbox, da Mattel. Sam Hargrave foi contratado para dirigir o filme, e David Coggeshall e Jonathan Tropper assinam o roteiro. Em setembro, John Cena foi anunciado como o protagonista do filme. Em novembro, Jessica Biel se juntou ao elenco. Em dezembro, Sam Richardson, Arturo Castro e Teyonah Parris se juntaram ao elenco. Randeep Hooda e Danai Gurira foram anunciados como parte do elenco em janeiro de 2025.
As filmagens começaram em janeiro de 2025 em Budapeste, com filmagens também em Eslováquia, Los Angeles e Marrocos.